# Камчадал (транспортное судно)
«Камчадал» бывший пароход «Труженик» — транспортное судно Сибирской военной флотилии. Команда набиралась из Сибирского флотского экипажа.
До того название «Камчадал» носил тендер Охотской военной флотилии.

## Описание
«Камчадал» (бывший «Труженик») построен в Великобритании в 1892 году.
- Водоизмещение 900 тонн.
- Грузоподъемность 114 тонн.
- Главные механизмы макс. мощность 750 л. с.
- Максимальная скорость 11,5 узлов.
- Экипаж 42 человека.
- Вооружение 2×37 мм.

## Служба
«Камчадал» вступил в строй в 1896 году.
Утром 21 июля 1897 года пароход «Владимир», принадлежащий компании «Шевелев и К°», следуя из Владивостока в Посьет потерпел крушение, выскочив на камни у мыса Гамова. К нему на помощь был отправлен отряд в составе КР «Дмитрий Донской», МКЛ «Отважный», ТР «Камчадал» и л/к «Надёжный». Прибывший отряд снял пассажиров, команду и наиболее ценный судовой инвентарь, но повреждённое судно стащить не удалось. В вахтенном журнале «Камчадала» от 24 июля 1897 года отмечено, что: «… „Владимир“ стоял на камнях в 1/3 мили к NO от мыса Гамова…, пришла шлюпка, с которой сообщили, что машинное отделение парохода залито водой…».
В 1901—1904 годах «Камчадал» под командованием капитана 2-го ранга А. А. Рюмина, с 1903 года капитана 2-го ранга В. С. Егорова, с 1904 года лейтенанта В. К. Килященко состоял в отделении транспортов отряда Владивостокского порта капитана 1-го ранга Н. А. Гаупта («Алеут» — с 1904 года флаг командующего отделением капитана 2-го ранга Н. К. Тундермана, «Камчадал», «Тунгус» (до 1904 капитан 2-го ранга Н. К. Тундерман), «Якут» и бывший ледокол «Надёжный»).
- капитан 2-го ранга Рюмин, Александр Александрович (командир)
- капитан 2-го ранга Егоров, Вениамин Стахиевич 1-й (командир)
- мичман Бутлеров, Андрей Михайлович (вахтенный начальник)
- мичман Капгер, Алексей Николаевич (вахтенный начальник)
- мичман Пальмгрен, Карл Рилович (вахтенный начальник)
- мичман Килященко, Вячеслав Константинович (штурманский офицер)
- старший инженер-механик Попп, Карл Карлович (судовой механик)

Во время Русско-японской войны находился в отделении транспортов Первой Тихоокеанской эскадры, который был организационно включён в состав Владивостокского отряда крейсеров и базировался на Владивосток. Транспорты доставляли различные грузы в посты и к отрядам кораблей в походах. 14 мая 1904 года командовать отделением транспортов назначен капитан 2-го ранга А. А. Гинтер. В 1904 году «Камчадал» под командованием лейтенанта Килященко, «Тунгус», «Монгугай», «Якут», «Охотск» (командир, прапорщик по Адмиралтейству К. Я. Елишкевич), пароход «Неронов» обеспечивали амурский отряд миноносок и производили гидрографические работы. 29 июля «Лена» (брейд-вымпел), «Камчадал», «Тунгус» и «Якут» вышли из Владивостока в Охотское море для поиска и уничтожения японских рыболовных промыслов у берегов Камчатки. Также отряд доставил грузы в Корсаковский пост, Петропавловский порт и Николаевск. Во Владивосток отряд вернулся 3 сентября.
К 1907 году на случай начала боевых действий был разработан план по минированию залива Петра Великого и Амурского лимана. По этому плану предусматривалось «Камчадал», «Алеут», «Якут», «Шилку» и Транспорт № 5 переоборудовать в минные заградители. В апреле 1910 года морской министр вице-адмирал С. А. Воеводский отменил переоборудование «Камчадала» и «Якута» и оставил их при гидрографической службе. 
До 1915 года «Камчадал» обслуживал береговые маяки Восточного океана Главного гидрографического управления.
В 1917 году «Камчадал», как и «Шилка», «Магнит» и «Защитник» были переданы на сезон под управление Добровольного флота, но также продолжил обслуживать береговые маяки во время своих рейсов.
На начало марта 1919 года «Камчадал» находился во Владивостоке.
В зиму 1925—1926 годов «Камчадал» был выкуплен во Владивостоке Далькрайисполкомом для организации судоходства на Камчатке. Транспорт находился в управлении морского треста и базировался на Петропавловск-Камчатский, но больше простаивал, чем был в плавании. В конце 1927 года судно было продано, а проект устройства камчатского каботажа закрыт на годы.

## Командиры
- 13.04.1897—06.12.1901 капитан 2-го ранга Гинтер, Анатолий Августович
- ??.??.190?—??.??.1903 капитан 2-го ранга Рюмин, Александр Александрович
- ??.??.1903—??.??.1904 капитан 2-го ранга Егоров, Вениамин Стахиевич
- ??.??.1904—??.??.190? лейтенант Килященко, Вячеслав Константинович
- ??.??.190?—??.??.190? КФШ подполковник Лукин

### Другие должности
- ??.??.1897—??.??.1897 старший штурманский офицер лейтенант Азарьев, Николай Николаевич
- ??.??.1897—??.??.1898 механик младший инженер-механик Зражевский, Владимир Григорьевич
- ??.??.1898—??.??.1899 вахтенный начальник мичман Янович, Сергей Александрович
- ??.??.190?—??.??.190? лейтенант Чепелев, Михаил Евграфович

## Память
- Вахтенные журналы транспорта хранятся в архиве ВМФ[10][11][12][13][14].